# Minzoechar
Minzoechar (Bulgaars: Минзухар, Turks: Kalfalar), soms ook geschreven als Minzuhar, is een dorp in Bulgarije. Het is gelegen in de gemeente Tsjernootsjene, oblast  Kardzjali.

## Etymologie
Het woord 'Minzoechar' (Минзухар) betekent krokus in het Bulgaars. De Turkse naam voor het dorp is Kalfalar.

## Bevolking
Op 31 december 2019 telde het dorp Minzoechar 466 inwoners.
| Jaar            | 1934 | 1946 | 1956 | 1965 | 1975 | 1985 | 1992 | 2001 | 2011 | 2019 |
| Aantal inwoners | 716  | 875  | 1011 | 1222 | 1167 | 1104 | 812  | 513  | 480  | 466  |

In het dorp Minzoechar leven uitsluitend (100%) Bulgaarse Turken.